# EOS-Potenzialanalyse
EOS-Potenzialanalyse ist ein computergestütztes Testsystem zur Ermittlung von Lernkompetenzen und Lernpotenzialen. Die Potenzialanalyse misst den persönlichen Entwicklungsstand bestimmter Fähigkeiten, die für das Lernen, Entscheiden und Erbringen von Leistungen wesentlich sind.
Die Testergebnisse können helfen, die Ursachen für Lernstörungen und Lernschwierigkeiten festzustellen, die im Bereich der Persönlichkeit liegen und persönliche Entwicklungsrückstände und Handlungsblockaden aufzeigen.
Durch Berücksichtigung der ermittelten Lernpotenziale kann das Lernen und Unterrichten gezielt auf die Bedürfnisse des Einzelnen abgestimmt werden.
Die Basis-EOS-Potenzialanalyse misst verschiedene Persönlichkeitsfunktionen in einem Test: Stärke der bewussten Lern- und Leistungsmotivation, Selbststeuerung, Selbstbestimmung, Selbstmotivierung, Selbstberuhigung, Handlungsorientierung.
Fachlich formuliert: EOS-Potenzialanalyse misst Persönlichkeits-Kompetenzen mit kognitiven und affektiven Faktoren, Selbststeuerungskompetenzen, bewussten und unbewusstem motivationalen Faktoren, die für das Lernen, Entscheiden und Erbringen von Leistungen relevant sind.

## Die EOS-Potenzialanalyse
Die EOS-Potenzialanalyse (EntwicklungsOrientierte Systemdiagnostik) ist ein psychologisches Diagnoseverfahren, das von Julius Kuhl auf der Basis seiner Persönlichkeits-System-Interaktion-Theorie entwickelt wurde. Dieses Verfahren dient zum besseren Verständnis persönlicher Kompetenzen und wird in den Bereichen Wirtschaft sowie Pädagogik eingesetzt. Im Bereich der Schule dient es auch zur Diagnose persönlicher Fähigkeiten in der Begabten- und Hochbegabtenförderung. In der Schule wird das Verfahren verwandt, um vorhandene Begabungen effektiv in Leistungen umsetzen zu können.

### Von Begabung zu Leistung – Die EntwicklungsOrientierte Systeminteraktion
Individuelle und kollektive Leistungen entstehen nach Kuhl im „Handlungskreis von Zielbildung, Planung, Durchführung und Erfolgskontrolle“. Die Selbststeuerung entscheidet, wie ein Mensch innerhalb dieses Handlungskreises agiert. Sie koordiniert die zugrunde liegenden Bedürfnisse nach Macht, Leistung oder Beziehungen mit den Grundstimmungen und den kognitiven Stilen, wenn es z. B. um die Polarität zwischen ‚ganzheitlichem Fühlen’ oder ‚analytischem Denken’ geht im Hinblick auf die Bewältigung einer aktuellen Aufgabe.
Nach dem systemtheoretischen Ansatz von Kuhl bedarf es einer hinreichenden Ausprägung ausgewählter Merkmale des SelbstSteuerungs-Inventars (SSI), um auf Belastung und Bedrohung „erfolgreich“ antworten zu können. D. h. erst das Verhalten in kritischen Situationen ergibt Aussagen über grundlegende Handlungskompetenzen eines Menschen.

### Testverfahren
Die Potenzialanalyse gibt es in verschiedenen Formen und Intensitäten (60° – 360°-Analyse). In ihrer gegenwärtigen Fassung besteht sie entweder aus einer CD oder aus einem Online-Test mit sehr vielen Fragen und Aufgabenstellungen (Testdauer des 360°-Scans ca. 2 Stunden). Die diagnostischen Instrumente können nur von durch zuvor in einem speziellen Ausbildungsprogramm in diesem Verfahren geschulte Psychologen oder Beratern eingesetzt werden.
Zur Datenerhebung muss der Proband zunächst – alleine an einem Computer – die Fragen und Aufgaben bearbeiten, die ihm von der CD oder der Online-Plattform aus gestellt werden. Die Ergebnisse werden gespeichert und dann online an das Institut für Motivations- und Persönlichkeitsentwicklung (IMPART GmbH) der Universität Osnabrück geschickt und dort ausgewertet und an den Berater gesandt, der die Diagnose veranlasst hat.

### Auswertung
Es schließt sich eine ausführliche individuelle Beratung an. Gemeinsam werden Strategien erarbeitet, wie die Stärken der Person genutzt werden können, um noch nicht so gut entwickelte Selbststeuerungsfähigkeiten besser ein- und umsetzen zu können.
Im pädagogischen Bereich werden mit der systematischen Berücksichtigung der drei Motive (Leistung, Beziehung und Macht) sowie der vier verschiedenen Lern- und Arbeitsschwerpunkte des Handlungskreises (Zielbildung, Planung, Durchführung und Kontrolle) in der Beratung die individuellen Bedürfnisse und Fähigkeiten der Schüler strukturell aufgegriffen.

### Die Klassenprofile
Bei dem Einsatz des Verfahrens in Schulklassen ergeben sich sog. Klassenprofile. Aus deren Analyse entstehen Strategien, die zu einer spezifischen Veränderung des Unterrichts durch die Berücksichtigung der in der Klasse vorhandenen Stärken führen, um deren schwächer ausgebildete Bereiche zu entwickeln.

### Versionen der Diagnostik
Es existieren verschiedene Versionen Potenzialanalyse
- für Führungskräfte
- für Vertriebsmitarbeiter
- für Schüler
- für Studierende
- für Pädagogen und Dozenten
- für Eltern

### Anwendungsbereiche
Das EOS-Verfahren wird in der Diagnose von Störungen im Bereich der intellektuellen Leistungen angewandt. Die Hochbegabtenforschung zeigt, dass die Umsetzung von Begabung in entsprechende Leistung und die Entwicklung latenter Begabungspotenziale stark von selbstregulatorischen Kompetenzen abhängig sind, wie zum Beispiel: Planungsfähigkeit, Strategien zur Problemlösung, Stressbewältigung, Selbstmotivierung, Verwertung von Rückmeldungen u. v. m.
Hochbegabte Schüler verfügen, wenn sie ihre Begabung in entsprechende Leistung umsetzen, über ein hohes Maß an Selbststeuerungskompetenzen. Schüler, die unter ihren Leistungsmöglichkeiten bleiben, sogenannte Minderleister, zeichnen sich hingegen genau in diesen Kompetenzen durch einen geringeren Ausprägungsgrad aus. Bei ihnen wird häufig deutlich, dass kritische Lebensereignisse wie beispielsweise Scheidung der Eltern oder der Tod eines Familienmitglieds hemmend auf Motivation und Selbststeuerung einwirken.
Das dynamische prozessorientierte Persönlichkeitsmodell von Kuhl macht deutlich, wie diese selbstregulatorischen Kompetenzen – auch zu verstehen als Schlüsselqualifikationen – trainiert werden können, damit nicht nur unter günstigen situativen Bedingungen, sondern auch bei Vorliegen erschwerender sozialer Faktoren Begabung in Leistung umgesetzt werden kann. Dieser Prozess wird sehr unterstützt, wenn gleichzeitig das Familiensystem in den Blick kommt und die Eltern Handlungsweisen entwickeln, die ihre Kinder nachhaltig fördern.
Weitere Anwendung findet die Diagnostik im Coaching- und Beratungsbereich von Führungskräften.
Siehe auch: Zürcher Ressourcen Modell

### Evaluation
An mehreren Schulen in Nordrhein-Westfalen wird dies Verfahren unter wissenschaftlicher Begleitung der Universität Köln evaluiert.

### Online-Version
Seit Sommer 2008 existiert die Möglichkeit, den Test in einer Online-Version zu absolvieren. Damit ist die technisch veraltete Kombination 'CD & Diskette' abgelöst worden. Diese Anpassung an die technische Entwicklung war vor allem deshalb erforderlich, weil zunehmend immer weniger Interessenten über einen Computer mit einem Disketten-Laufwerk verfügen.